# Мирко Ковач
Мирко Ковач (хорв. Mirko Kovač; Петровичі біля Нікшича, Чорногорія, 26 грудня 1938 — Ровінь, 19 серпня 2013) — хорватський, сербський і чорногорський письменник, автор багатьох романів, новел, оповідань, есе, кіносценаріїв.

## Біографія
Навчався в Академії театрального мистецтва, кінематографу й телебачення на відділенні драматургії у Белграді.
Наприкінці 1980-х через зростання сербського націоналізму виїхав до Хорватії, де видав чимало книжок хорватською мовою.
Працював редактором часопису «Crnogorski književni list» («Чорногорська літературна газета»). Був членом Ради унормування чорногорської мови.
Твори К. перекладені англійською, голландською, італійською, німецькою, польською, угорською, французькою, шведською та ін. мовами.
З 1991 жив у Ровіні, де помер 2013 року.

## Нагороди
- 1978 Премія часопису «НИН»
- 1993 Премія ПЕН-клубу Швеції
- 1995 Літературна премія Гердера
- 2007 Премія імені Меші Селімовича
- 2008 Премія імені Владимира Назора
- 2008 Премія Тринадцятого липня
- 2012 Премія «Циклоп» за досягнення в літературі

## Короткий перелік творів
- Gubilište, 1962
- Moja sestra Elida, 1965
- Životopis Malvine Trifković, 1971
- Ruganje s dušom, 1976
- Vrata od utrobe, 1978
- Uvod u drugi život, 1983
- Kristalne rešetke, 1995
- Grad u zrcalu, 2007